# Братья Рэйнс
Ларри Ли Рэйнс (англ. Larry Lee Ranes; 22 марта 1945, Каламазу, штат Мичиган — 12 ноября 2023, Тюрьма «Saginaw Correctional Facility», штат Мичиган), Дэнни Артур Рэйнс (англ. Danny Arthur Ranes; 20 октября 1943, Каламазу, штат Мичиган — 29 января 2022, Тюрьма «Lakeland Correctional Facility», штат Мичиган) — американские убийцы, родные братья, в разные годы совершившие  на территории города Каламазу (штат Мичиган) серию из убийств. Ларри Рэйнс подозревался полицией в совершении убийств как минимум 5 человек, но впоследствии был осужден лишь за совершение одного, несмотря на то, что признал свою вину и дал признательные показания по остальным эпизодам. Дэнни Рэйнс был осужден за совершение 4 убийств и был приговорен к пожизненному лишению свободы без права на условно-досрочное освобождение. Исключительность делу братьев Рэйнс придает тот факт, что в отличие от других братьев-преступников, совместно действовавших на территории США, Ларри и Дэнни Рэйнс совершали свои преступления - каждый в отдельности
.

## Биография преступников
Дэнни Артур Рэйнс и его брат Ларри Ли Рэйнс родились 20 октября 1943 года и 22 марта 1945 года соответственно, в городе Каламазу. Их отец придерживался авторитарного стиля воспитания детей и способствовал развитию конкурентных отношений между Дэнни и Ларри, что стало причиной раздора между братьями в 1950-х годах. В этот период отец братьев склонял сыновей к употреблению алкогольных напитков и заставлял их драться за материальное вознаграждение в виде 5 и 10 центов. В 1954 году их отец ушел из семьи и переехал на территорию штата Флорида, где стал сожительствовать с другой женщиной и устроился оператором АЗС. В 1958 году 13-летний Ларри познакомился с 23-летней соседской девушкой по имени Сью, которая имела троих детей. На протяжении последующих нескольких лет Ларри Рэйнс проводил много свободного времени с девушкой, принимал участие в воспитании ее детей, вследствие чего у него с ней вскоре начались интимные отношения. В начале 1960-х Ларри и его брат, будучи старшеклассниками, познакомились в школе с девушкой по имени Кэти, с которой у них обоих также начались интимные отношения. Увлекшись двумя девушками, Ларри Рэйнс в 1961 году, после окончания 10-го класса из-за хронических прогулов и неуспеваемости был вынужден бросить школу и начал вести маргинальный образ жизни. В 1962 году он совместно с другом совершил угон автомобиля, после чего был арестован. Прокуратура округа в обмен на отмену вынесения уголовного наказания предложила Ларри пройти службу в армии США, на что он ответил согласием, после чего завербовался в армию США. Во время службы Рэйнс зарекомендовал себя с отрицательной стороны и часто подвергался дисциплинарным взысканиям за совершение правонарушений и увлечение алкогольными напитками. В этот период брат Ларри Дэнни Рэйнс женился на Кэти, которая впоследствии родила ему двух детей.  В 1963 году, будучи в состоянии алкогольного опьянения, Ларри Рэйнс совершил нападение на сослуживца. Он был уволен из рядов армии США и вернулся в Каламазу. После возвращения он неоднократно предлагал Сью выйти за него замуж, но каждый раз получал отказ, после чего 23 декабря 1963 года  совершил попытку самоубийства, пытаясь задохнуться угарным газом из выхлопной трубы своего автомобиля, но самоубийство было предотвращено офицером полиции, который доставил его в больницу «Kalamazzo State Hospital», где Ларри провел 10 дней.
.

## Убийство Гэри Смока
30 мая 1964 года Ларри Рэйнс на территории Каламазу сел в автомобиль  учителя из города Плимут — 30-летнего Гэри Альберта Смока, который согласился его подвезти. Во время поездки Рэйнс, угрожая оружием, заставил Смока покинуть салон автомобиля и залезть в багажник, после чего запер его там. Во время дальнейшей поездки Смок совершил попытку выбраться из багажника автомобиля, после чего Ларри Рэйнс остановил автомобиль, связал Смока и дважды выстрелил ему в затылок. Преступник похитил у него 3 доллара и другие вещи, представляющие материальные ценности, после чего бросил автомобиль Гэри Смока с его телом внутри него на обочине дороги, где он был обнаружен через несколько часов офицером полиции.
В течение последующих нескольких дней Ларри Рэйнс рассказал ряду знакомых о совершенном убийстве, после чего был арестован рано утром 5 июня 1964 года на пороге дома одного из своих друзей. Во время ареста он не оказал сопротивления и признал свою причастность к совершению убийства Смока. В качестве изобличающих улик у него были изъяты часы и туфли, которые были опознаны родственниками и знакомыми Гэри Смока как принадлежащие ему. Когда его доставили в полицейский участок, Рэйнс заявил полиции о совершении убийств еще четырех человек, которые все произошли на территории различных АЗС в разных штатах США. Он признался в убийстве 33-летнего Чарльза  Снайдера, который был застрелен на территории города Элкхарт, (штат Индиана); в убийстве военнослужащего на территории штата Мичиган; в убийстве мужчины на территории Лас-Вегаса, (штат Невада) и в убийстве мужчины на территории штата Кентукки. Рэйнс не смог назвать имена своих жертв, но следствие предположило, что одной из жертв Ларри стал 21-летний Вернон Ла Бенн, военнослужащий из города Саутфилд, (штат Мичиган). Во время работы на станции техобслуживания недалеко от Батл-Крика Ла Бенн был застрелен 6 апреля 1964 года. На следующий день он должен был жениться. По свидетельству Рэйнса, все убийства он совершил из корыстных побуждений, после чего, приняв пищу и алкоголь, намеревался совершить самоубийство, но каждый раз отказывался от задуманного.
Рэйнс был подвергнут судебно-психиатрическому освидетельствованию, по результатам которой он был признан вменяемым. Психиатры, проводившие освидетельствование, вынесли заключение, согласно которому отец братьев нанес своим сыновьям психологическую травму, вследствие чего Ларри на подсознательном уровне испытывал ненависть к молодым мужчинам, работающих операторами на АЗС, как и его отец.
Суд над Рэйнсом начался 29 сентября 1964 года. 8 октября 1964 года  он вердиктом жюри присяжных заседателей был признан виновным в совершении убийства Гэри Смока, после чего 23 октября того же года получил в качестве уголовного наказания пожизненное лишение свободы без права на условно-досрочное освобождение
.

## Серия убийств Дэнни Рэйнса
После осуждения брата Дэнни Рэйнс впал в состояние конфликта со своей женой и начал демонстрировать девиантное поведение. В ноябре 1968 года он на территории города Батл-Крик совершил нападение на 18-летнюю Дороти Кинг. Во время нападения Рэйнс под угрозой оружия завладел контролем над управлением автомобиля девушки и попытался отвезти ее на окраину города, чтобы изнасиловать, но Дороти Кинг сумела сбежать из машины, после Рэйнс выбросил пистолет и также покинул автомобиль. Автомобиль Рэйнса был обнаружен на парковке аптеки, где работала Кинг и где он совершил на нее нападение, после чего Дэнни Рэйнс был арестован и опознан потерпевшей.
В апреле 1969 года Рэйнс был признан виновным в совершении преступления и получил в качестве уголовного наказания 4 года лишения свободы. В этот период он развелся с женой. Получив условно-досрочное освобождение, Дэнни Рэйнс вышел на свободу 17 февраля 1972 года, после вернулся в Каламазу и устроился оператором на одной из АЗС в городе. В этот период он познакомился с 15-летним Брентом Костером, мать которого страдала шизофренией, а отец страдал алкогольной зависимостью, благодаря чему Брент провел детство в социально-неблагополучной среде и вел бродяжнический образ жизни. После знакомства с Костером Рэйнс предоставил ему жилье в трейлере одной из своих подруг и устроил к себе на работу. В силу возраста, не имея достаточного количества информации о реальности  и испытывая проблемы социальной приемлемости, Костер вскоре попал под влияние Дэнни Рэйнса, после чего тот предложил подростку совершить серию убийств, сопряженных с изнасилованиями.
5 июля 1972 года Рэйнс и Костер изнасиловали и убили жительниц Чикаго 19-летнюю Линду Кларк и 19-летнюю Клаудию Бидстерап на заправочной станции возле межштатной автомагистрали I-94. После убийств Костер и Рэйнс завернули трупы жертв в одеяло и поместили в салон их автомобиля. Брент Костер отвез автомобиль в лесистую местность недалеко от города Гейлсбург, где в целях от избавления улик поджег машину. Останки Кларк и Бидструп были обнаружены 19 июля того же года. 5 августа 1972 года во время поездки Дэнни Рэйнс и Брент Костер недалеко от кампуса Университета Западного Мичигана посадили в свой автомобиль автостопщицу — 18-летнюю Памелу Фирноу. Угрожаю девушке ножом, преступники отвезли девушку в лесистую местность недалеко от озера Морроу в городе Комсток, где несколько раз изнасиловали ее, после чего Рэйнс задушил жертву с помощью полиэтиленового пакета. Костер не соблюдал политику конфиденциальности, благодаря чему о совершении убийств в сентябре того же года вскоре были проинформированы уличные осведомители, один из которых позвонил в полицию. Костер был арестован 5 сентября 1972 года и подвергся допросу, во время которого дал признательные показания в соучастии совершения убийств и показания против Дэнни Рэйнса, на основании чего он был арестован позже вечером того же дня. Во время допроса Костер заявил о том, что Рэйнс ранее признавался ему в совершении убийства 28-летней Патрисии Хоук, которая была похищена, изнасилована и убита 19 марта 1972 года. На основании свидетельств Брента Костера и ряда изобличающих улик Дэнни Рэйнсу в октябре 1972 года были предъявлены обвинения в совершении четырех убийств.
На судебном процессе Дэнни Рэйнса Костер выступил в качестве ключевого свидетеля обвинения. Дэнни Рэйнс был признан виновным по всем пунктам обвинения и 9 августа 1973 года получил в качестве уголовного наказания четыре срока в виде пожизненного лишения свободы без права на условно-досрочное освобождение.
Брент Костер вследствие соглашения о признании вины был обвинен в убийстве второй степени. Костеру было предъявлено обвинение в совершении убийства Линды Кларк. Он признал свою вину, на основании чего 21 июля 1975 года получил в качестве наказания пожизненное лишение свободы с правом условно-досрочного освобождения.

## В заключении
Все последующие годы жизни братья Рэйнс провели в разных пенитенциарных учреждениях штата Мичиган. В начале 1970-х, после осуждения своего брата, Ларри Рэйнс официально сменил свое имя на «Монах Степной волк» (англ. «Monk Steppenwolf») в честь прозвища протагониста романа «Степной волк», который был написан Германом Гессе и прочитан Рэйнсом в 1967-м году. Будучи в заключении, он начал поддерживать отношения со своей подругой юности и бывшей женой своего брата - Кэти, которая вышла за Ларри замуж 22 марта 1976 года - в его 31-й день рождения. В августе 1986 года Ларри Рэйнса посетили в тюрьме журналисты. Во время интервью Рэйнс заявил о том, что в тюрьме его навещает сестра, мать и женщина, с которой он познакомился, будучи уже в тюремном заключении и с которой он находился в отношениях в течение трех лет. Он нелицеприятно высказался о своем брате Дэнни и заявил, что в течение двух десятилетий не поддерживал с ним никаких отношений и не видел его с конца 1960-х. Согласно его свидетельству, вследствие тяжести совершенных Дэнни Рэйнсом преступлений их фамилия стала олицетворением всего плохого, что послужило причиной его ненависти по отношению к брату и причиной смены имени и отказа от своей фамилии.
Ларри Рэйнс утверждал, что в середине 1960-х, будучи в заключении, совершил несколько неудачных попыток самоубийства путем повешения, путем приема внутрь разбавителя для лака и капсул со стеклом. В начале 1970-х он занялся культуризмом, вследствие чего его вес составлял 118 кг при росте 170 см, однако затем он прекратил занятия спортом и в течение 29 дней отказался принимать пищу, вследствие чего едва не умер от истощения организма.
Также он заявил, что отбывая наказание, зарабатывал на жизнь ростовщичеством и  общественной деятельностью, контролируя в тюрьме работы по пошиву тапочек и рисованию плакатов. Во время интервью Рэйнс заявил, что прочитал множество книг, восполнил пробелы в образовании и, обладая даром красноречия, получил определенную известность в тюрьме среди других заключенных и приобрел репутацию искусного манипулятора. Согласно свидетельствам Ларри, на протяжении 22 лет тюремного заключения в общей сложности он имел интимные отношения с четырьмя женщинами, две из которых работали в тюрьме. В конце 1970-х Рэйнс подвергся дисциплинарному взысканию после раскрытия заговора восьми заключенных, которые во главе с Ларри планировали убийство другого заключенного с помощью самодельного арбалета, который был сконструирован Рэйнсом. Также он заявил, что в тюремном учреждении существовал высокий уровень коррупции и имело место ненадлежащее исполнение обязанностей сотрудников охраны, вследствие чего Рэйнс и ряд других заключенных имели доступ к таким наркотическим средствам как марихуана.
Дэнни Рэйнс умер 29 января 2022 года в тюрьме «Lakeland Correctional Facility» в возрасте 78 лет. Его брат Ларри скончался 12 ноября 2023 года в тюрьме «Saginaw Correctional Facility», на момент смерти ему также было 78 лет. С момента ареста он провел а заключении 59 лет.
Сообщник Дэнни Рэйнса — Брент Костер — в последующие годы после осуждения прошел множество программ по реабилитации сексуальных преступников, получил юридическое образование и заслужил репутацию образцового заключенного. Он несколько раз подавал ходатайства на условно-досрочное освобождение, но ему всегда было отказано. В сентябре 2020 года на очередных слушаниях по его условно-досрочному освобождению комиссия, учитывая его раскаяние в содеянном и различные смягчающие обстоятельства, в том числе его несовершеннолетний возраст на момент совершения преступлений, признала, что риск совершения Костером нового преступления невысок, благодаря чему его ходатайство было удовлетворено. 64-летний Брент Костер вышел на свободу 21 января 2021 года, проведя более 48 лет в тюремном заключении.